# Чиболо
Чиболо (исп. Chibolo), также известен как Чиволо — город и муниципалитет на севере Колумбии, на территории департамента Магдалена.

## История
Поселение, из которого позднее вырос город, было основано в 1820 году. Муниципалитет Чиболо был выделен в отдельную административную единицу в 1974 году.

## Географическое положение

МуниципалитетЧиболо

Город расположен в западной части департамента, к востоку от реки Магдалена, на расстоянии приблизительно 138 километров к юго-юго-западу (SSW) от Санта-Марты, административного центра департамента Магдалена. Абсолютная высота — 122 метра над уровнем моря.

Муниципалитет Чиболо граничит на севере с территориями муниципалитетов Эль-Пиньон и Пивихай, на востоке — с муниципалитетом Сабанас-де-Сан-Анхель, на юго-востоке — с муниципалитетом Плато, на юго-западе — с муниципалитетом Тенерифе, на западе — с муниципалитетом Сапаян. Площадь муниципалитета составляет 619 км².

## Население
По данным Национального административного департамента статистики Колумбии, совокупная численность населения города и муниципалитета в 2015 году составляла 15 960 человек.
Динамика численности населения муниципалитета по годам:
| 2005   | 2006   | 2007   | 2008   | 2009   | 2010   | 2011   | 2012   | 2013   | 2014   | 2015   |
| ------ | ------ | ------ | ------ | ------ | ------ | ------ | ------ | ------ | ------ | ------ |
| 16 447 | 16 397 | 16 346 | 16 294 | 16 240 | 16 193 | 16 148 | 16 105 | 16 047 | 16 002 | 15 960 |

Согласно данным переписи 2005 года мужчины составляли 53,8 % от населения Чиболо, женщины — соответственно 46,2 %. В расовом отношении белые и метисы составляли 97,8 % от населения города; негры, мулаты и райсальцы — 2,2 %.
Уровень грамотности среди всего населения составлял 78,8 %.

## Экономика
Основу экономики Чиболо составляет сельскохозяйственное производство.

70,7 % от общего числа городских и муниципальных предприятий составляют предприятия торговой сферы, 22,4 % — предприятия сферы обслуживания, 6,9 % — промышленные предприятия.